# 歐登堡的亞歷山大

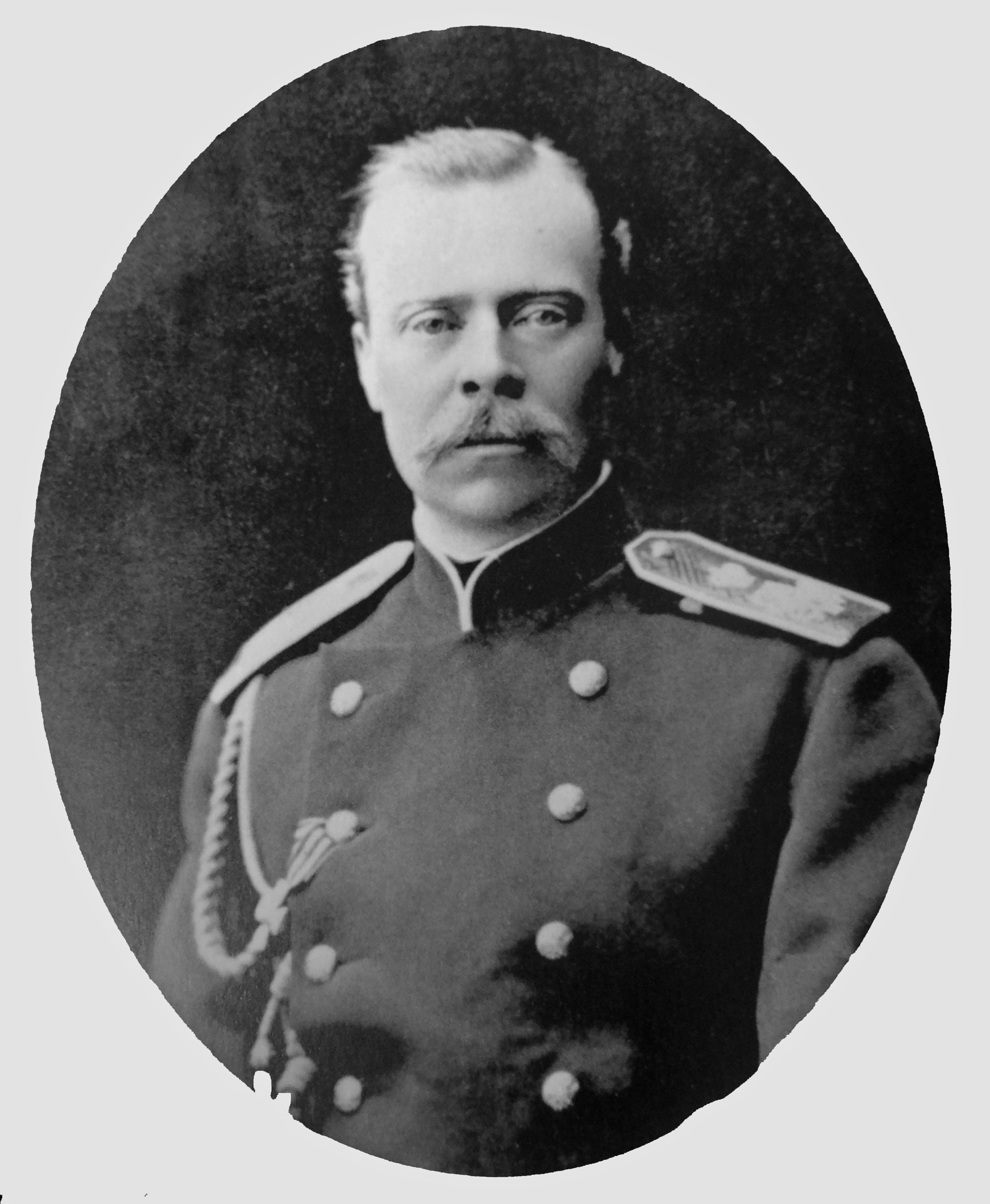

歐登堡的亞歷山大（德語：Alexander von Oldenburg，1844年6月2日—1932年9月6日），德裔俄羅斯貴族，歐登堡的彼得公爵與拿騷-威爾堡的特蕾莎之子，出生於俄羅斯聖彼得堡。
1868年，亞歷山大與歐仁妮·瑪希米蓮諾芙娜結婚，兩人的兒子彼得於同年出生。亞歷山大與妻子以慈善事業聞名，曾在克里米亞為傷兵興建療養院。1917年革命爆發後，亞歷山大與妻子流亡國外，1932年於法國比亞希茲去世。